# Анекдот
Анекдотът (от гръцки ανέκδοτος – αν, „не“ + εκ, „вън“ + δότος, „даден“, т.е. „непубликуван“, „неоповестяван до момента“) е кратък хумористичен разказ с неочакван край, обикновено водещ до поука. Първоначално под „анекдот“ се разбира единствено занимателна, куриозна (дори не задължително смешна) случка от живота на известна личност или от живота на разказвача. Дори в съвремието употребата на думата „анекдот“ не съвпада напълно с тази на „виц“ (от немското Witz, „остроумие“, „шега“), защото, за разлика от измисления да забавлява виц, анекдотът е реално събитие.

## Примери
Могат да се дочетат до края в документите, към които има препратка
- „Преди да свърша, нека ви разкажа и следующия анекдот, който ще ви даде едно ясно понятие за доколко Европейците знаят за нас Българите. В железницата аз са запознах с един Англичанин, католишкий поп. Като ма гледаше, че аз нося фес, а не шапка, той полюбопитства да узнае от каква съм народност, etc.“[1]

- „Нека най-напред уточня, а после ще Ви разкажа един анекдот. Уточнението: до 19–годишна възраст никога не бях напускал предградието на Алжир – Ел Биар. Въобще не познавах „метрополията“. Анекдотът: през 1996 г. Парламентът на писателите, чийто съсъздател и вицепрезидент съм, посвети в Страсбург едно от първите си заседания на Алжир. Преди началото на дебатите ораторите се събраха в една зала. До мене се озова една млада алжирка. „Да не би да сте живели в Алжир, на улица Орел–дьо–Паладин?“, etc.“[2]

- „Всъщност това е един анекдот, който аз често разказвам. По онова време в Русе имаше много желаещи да играят шах, а това е благоприятна среда за развитие на едно дете с перспектива да достигне и световния връх. Централният шахматен клуб в Русе беше на много хубаво място и винаги пълен, etc.“ [3]